# セオドシア・ブライ (第10代クリフトン女男爵)
第10代クリフトン女男爵セオドシア・ブライ（英語: Theodosia Bligh, 10th Baroness Clifton、旧姓ハイド（Hyde）、1695年11月9日 – 1722年7月30日）は、イングランド貴族。

## 生涯
コーンベリー子爵エドワード・ハイド（後の第3代クラレンドン伯爵）とキャサリン・オブライエン（後の第8代クリフトン女男爵）の娘として、1695年11月9日に生まれ、12月9日に洗礼を受けた。
1713年2月12日に兄エドワードが死去すると、クリフトン女男爵の爵位を継承した
アン女王より1万ポンドを受け取った後、1713年8月24日にジョン・ブライと結婚、3男3女をもうけた。ジョンは1721年9月14日にラスモアのクリフトン男爵に叙され、セオドシアの死後にはダーンリー子爵、ついでダーンリー伯爵に叙された。
- ジョージ（1714年10月31日 – ?） - 夭折
- エドワード（1715年 – 1747年） - 第2代ダーンリー伯爵および第11代クリフトン男爵
- ジョン（1719年 – 1781年） - 第3代ダーンリー伯爵および第12代クリフトン男爵
- メアリー（1748年4月27日没） - 1736年3月、ウィリアム・ティッグ（William Tighe）と結婚、子供あり
- アン（Ann、1789年2月7日没） - 1742年9月17日、ロバート・ホーキンス＝マギル（Robert Hawkins-Magill、1745年没）と結婚、子供あり。1747年12月、初代バンガー子爵バーナード・ウォードと結婚、子供あり
- セオドシア（Theodosia、1722年頃 – 1777年5月20日） - 1745年11月、ウィリアム・クロスビー（後の初代グランドア伯爵）と結婚、子供あり

1722年7月30日に死去、8月15日にウェストミンスター寺院に埋葬された。息子エドワードが爵位を継承した。